# Флаг Переславского района
Флаг Пересла́вского муниципального района Ярославской области Российской Федерации.
Флаг, утверждённый 12 июля 2007 года, является официальным символом Переславского муниципального района и внесён в Государственный геральдический регистр Российской Федерации с присвоением регистрационного номера 3548.

## Описание флага
«Прямоугольное зелёное полотнище с отношением ширины к длине 2:3, несущее вдоль нижнего края голубую полосу в 3/10 ширины полотнища и вплотную к ней белую полосу в 1/30 полотнища; посередине зелёной части изображён жёлтый церковный купол на белом барабане с чёрными окнами, на голубой полосе под куполом две жёлтые рыбы из герба района».

## Обоснование символики
Флаг разработан на основе герба района, который языком символов и аллегорий отражает исторические, культурные и природные особенности района.
На флаге Переславского муниципального района жёлтый цвет (золото) символизирует колосья хлеба, плодородие земли, солнечный свет. Золото — символ прочности, величия, богатства, интеллекта, великодушия.
Церковная глава символизирует православные традиции населения и многочисленные возрождающиеся храмы на территории района.
Зелёный цвет показывает просторы и лесные массивы национального парка Залесского края. Зелёный цвет — символ весны, надежды, жизни и здоровья.
Две рыбы — исторический символ Переславской земли. Стилизованное изображение переславской ряпушки (сельди) традиционно присутствует на флаге города Переславля-Залесского — центра муниципального района.
Голубой цвет — символ чести, красоты и добродетели.
Белый цвет (серебро) — символ чистоты, мудрости, благородства, мира, сотрудничества.